# Yvan Ylieff
Yvan E.A. Ylieff (Verviers, 8 maart 1941) is een Belgische politicus voor de PS.

## Levensloop
Ylieff had een vader van Bulgaarse origine en een Belgische moeder.
Ylieff promoveerde aan de universiteit van Luik tot licentiaat geschiedenis. In de jaren 60 werkte hij als leraar in Verviers.
Van 1968 tot 1973 werkte hij op het kabinet van onderwijsministers Abel Dubois en Léon Hurez en daarna was hij tot 1974 raadgever van eerste minister Edmond Leburton. Vanaf 1974 werd hij voor de PS namens het arrondissement Verviers lid van de Kamer van volksvertegenwoordigers, een mandaat dat hij vervulde tot in 1995. In 1999 was hij korte tijd opnieuw lid van de Kamer, waar hij van 1992 tot 1995 ondervoorzitter en de voorzitter van de commissie Justitie was.
Van 1980 tot 1995 zetelde hij tevens in de Waalse Gewestraad en de Raad van de Franse Gemeenschap, waarna hij in 1995 voor korte tijd in het eerste rechtstreeks verkozen Waals Parlement en in het Parlement van de Franse Gemeenschap zetelde. Van 1983 tot 1988 was hij in de Waalse Gewestraad PS-fractieleider.
Ylieff was ondertussen ook actief in de gemeentelijke politiek en in 1971 werd hij gemeenteraadslid en eerste schepen in Andrimont. In de loop van de legislatuur werd hij in 1973 burgemeester van Andrimont. Bij de gemeentelijke fusie van 1977 werd Andrimont een deelgemeente van Dison en Ylieff was zo de laatste burgemeester van Andrimont. Daarna was hij van 1977 tot 2018 burgemeester van de fusiegemeente Dison. Sindsdien was hij er enkel nog gemeenteraadslid tot 2024, toen de PS burgemeester Véronique Bonni hem vroeg om zich niet langer kandidaat te stellen.
Hij was van 1988 tot 1989 de laatste minister van nationale opvoeding voor het Franstalig onderwijs. Daarna was hij van 1989 tot 1992 minister van Onderwijs en Wetenschappelijk Onderzoek in de Franse Gemeenschapsregering. Van 1995 tot 1999 was hij nadien federaal minister van wetenschapsbeleid. Vervolgens was hij van 1999 tot 2000 minister van Openbaar Ambt en Sociale Promotie in de regering van de Franse Gemeenschap en van 2000 tot 2003 regeringscommissaris belast met het wetenschapsbeleid in de federale regering. Uiteindelijk was hij in 2003 enkele maanden minister Zonder Portefeuille, toegevoegd aan de Minister van Wetenschappelijk Onderzoek. Dit was hij van 5 mei 2003 tot 12 juli 2003, na het ontslag van Isabelle Durant als minister.